# Darin Downs
Pour les articles homonymes, voir Downs.
Darin Burton Downs (né le 26 décembre 1984 à Southfield, Michigan, États-Unis) est un lanceur gaucher qui a évolue dans la Ligue majeure de baseball pour les Tigers de Détroit et les Astros de Houston entre 2012 et 2014.

## Carrière
Darin Downs est un choix de cinquième ronde des Cubs de Chicago en 2003. Downs joue en ligues mineures dans l'organisation des Cubs avec des clubs-écoles jusqu'en 2008, année où il passe aux Rays de Tampa Bay. En août 2009, alors qu'il évolue pour les Montgomery Biscuits, le club-école de classe AA des Rays dans la Ligue Southern, Downs est atteint à la tête par une balle frappée en flèche par Christian Marrero des Barons de Birmingham. Le choc est si violent que la balle ricoche jusque dans un abri des joueurs. Downs est dépêché à l'hôpital avec une fracture du crâne et une hémorragie interne et les médecins doutent qu'il puisse survivre ou conserver l'usage de la parole s'il se rétablit. Il est déclaré hors de danger mais subit, par la suite, les symptômes associés au syndrome post-commotionnel. Il effectue un retour au jeu en 2010 et lance 41 parties pour les clubs affiliés aux Rays dans le Double-A et le Triple-A.
Downs joue la saison 2011 dans les ligues mineures avec des équipes affiliées aux Marlins de la Floride avant de rejoindre pour la saison 2012 l'organisation des Tigers de Détroit. Assigné aux mineures à Toledo pour amorcer l'année, il effectue à l'âge de 27 ans ses débuts dans le baseball majeur avec les Tigers le 3 juillet 2012, lançant une manche en relève sans accorder de point ni de coup sûr aux Twins du Minnesota. Downs lance dans 47 parties des Tigers au total durant les saisons 2012 et 2013. En 56 manches lancées pour ce club, il remet une moyenne de points mérités de 4,34 avec deux victoires, trois défaites et 57 retraits sur des prises. Il remporte sa première victoire dans les majeures le 5 août 2012 sur les Indians de Cleveland.
Le 1er novembre 2013, Downs est réclamé au ballottage par les Astros de Houston.